# Propofol
Propofol – organiczny związek chemiczny z grupy fenoli. Stosowany jako lek usypiający, działający szybko i stosunkowo krótkotrwale. Podawany jest w formie białej emulsji wodnej zawierającej olej sojowy i oczyszczone fosfolipidy z jaja kurzego.

## Właściwości
Lek po dożylnym wstrzyknięciu szybko przemieszcza się do tkanek i jest metabolizowany w ponad 90% w wątrobie. Zależnie od dawki i szybkości podawania powoduje szybką sedację lub głęboką anestezję z możliwością szybkiego wybudzenia pacjenta. Utrata przytomności występuje po 30–50 sek. od wstrzyknięcia, a przebudzenie po pojedynczej dawce po ok. 4–6 min.

## Wskazania
Lek używany jest m.in. do indukcji znieczulenia. Może być stosowany w praktyce ambulatoryjnej. Jest zalecany do sedacji chorych podczas bolesnych i nieprzyjemnych zabiegów diagnostycznych, często w połączeniu z opioidami i benzodiazepinami oraz podczas zabiegów wykonywanych w znieczuleniu przewodowym. Należy pamiętać, że podczas sedacji może dojść do bezdechu lub niedrożności dróg oddechowych. Może być stosowany do sedacji chorych na oddziale intensywnej terapii nie dłużej jednak niż przez 24 godziny. Uważany jest za najkorzystniejszy składnik znieczulenia całkowicie dożylnego (TIVA).

## Dawkowanie
Do indukcji znieczulenia ogólnego u osób dorosłych zalecane są dawki 1,5–2,5 mg/kg masy ciała. U ludzi starszych dawkowanie powinno być mniejsze około 1,25 mg/kg masy ciała. Anestezję podtrzymuje się wstrzyknięciami po 5 do 20 mg lub wlewem 4–12 mg/kg masy ciała na godzinę. Na oddziale intensywnej terapii sedację uzyskuje się wlewem dożylnym propofolu 0,3–4 mg/kg masy ciała na godzinę. Możliwe jest łączenie z innymi lekami sedującymi lub analgetykami.

## Działania niepożądane
W czasie wstrzyknięcia często występuje ból. Po podaniu może wystąpić krótkotrwały bezdech przechodzący w hiperwentylację, mogą wystąpić ruchy mimowolne oraz skurcze i przemijające drżenia mięśni. Obserwuje się spadek ciśnienia krwi w związku ze zmniejszeniem oporu naczyń obwodowych. W okresie budzenia mogą wystąpić zaburzenia widzenia i halucynacje. Opisywano wystąpienie zespołu popropofolowego (tzw. PRIS – Propofol Infusion Syndrome) obarczonego dużą śmiertelnością i występowaniem powikłań po długotrwałej sedacji.

## Przeciwwskazania
Lek nie jest zalecany u dzieci poniżej 1 miesiąca życia. Należy go ostrożnie stosować u chorych z padaczką i u chorych z chorobą niedokrwienną serca. Nie zaleca się go dla chorych obarczonych dużym ryzykiem anestezjologicznym.